# Храм Всех Святых (Севастополь)

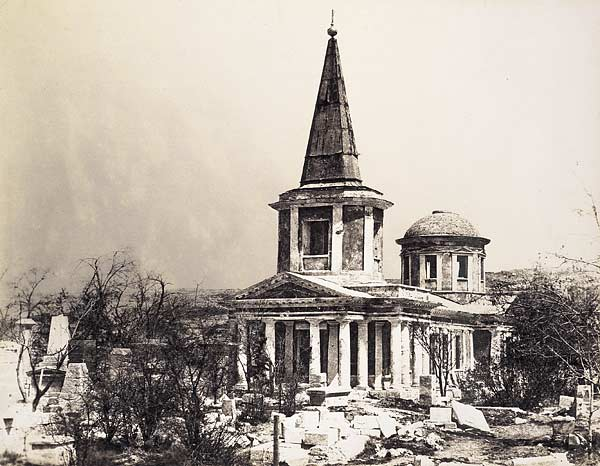
Храм в годы обороны Севастополя 1854—1855 годов

Церковь Всех Святых — православный храм Севастопольского благочиния Симферопольской и Крымской епархии РПЦ. Находится в Севастополе, по улице Пожарова, 9, на территории старого городского кладбища, в Загородной балке. Настоятель протоиерей Олег Халюта.

## История

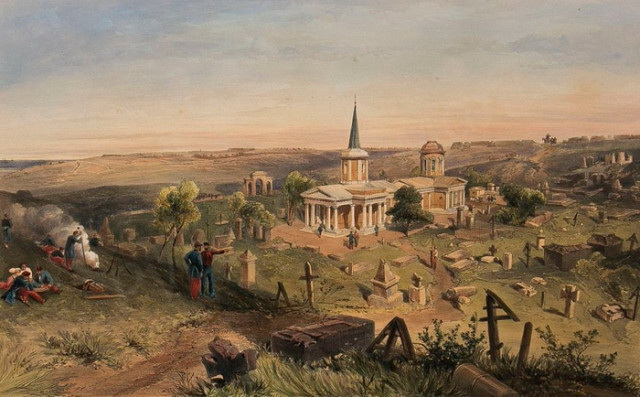
Храм Всех Святых. Симпсон Уильям (1823—1899) Карантинное кладбище и церковь, с французской батареей № 50 Лист из серии Крымская война, 1850-е.

Построена в 1822 году на средства вице-адмирала Филиппа Быченского — одно из самых старых зданий Севастополя. В архитектурном отношении — крестово-купольный храм в классическом стиле из инкерманского (крымбальского) камня.
Во время осады Севастополя 1854—1855 годов в ней располагалась конюшня турецких и французских солдат. Восстановлена была церковь в 1859 году купцом Иваном Пикиным, освящение совершил 5 октября того же года протоиерей Арсений Лебединцев. Во время Великой Отечественной войны здание церкви не пострадало. Единственный храм Севастополя, не закрывавшийся в советский период. В настоящее время церковь Всех Святых является действующей, в ней совершаются регулярные богослужения, настоятель Олег Халюта.

## Духовенство
- Настоятель храма — протоиерей Олег Халюта.
- Протоиерей Василий Манин.
- Иерей Сергий Климачев[3].